# Pratenséine
La pratenséine est un composé organique de la famille des isoflavones O-méthylées, un type de flavonoïde. Elle est notamment présente dans le trèfle des prés (Trifolium pratense).
Elle pourrait avoir un effet préventif contre l'athérosclérose.